# Ondergewicht
Ondergewicht is een verminderde hoeveelheid lichaamsvet waardoor iemand minder weegt dan gezond is. Dit wordt meestal berekend aan de hand van de queteletindex, ook wel body mass index (BMI) genoemd. Voor volwassenen van 19 tot en met 69 jaar staat een index onder 18,5 gelijk aan ondergewicht.
Ondergewicht kan in sommige gevallen dodelijk zijn. Veel kinderen in arme landen lijden aan ondergewicht wegens ziekte en een gebrek aan goed voedsel. Ook drugsgebruik en ziektes als anorexia, boulimie, aids en diabetes mellitus kunnen leiden tot ondergewicht.
Bij jonge mensen kan ondergewicht osteoporose veroorzaken. Bij vrouwen kan het leiden tot amenorroe en complicaties tijdens de zwangerschap.
| Meisjes  | Te licht | Te zwaar | Obesitas |
| -------- | -------- | -------- | -------- |
| 6 jaar   | <13,92   | >17,34   | >19,65   |
| 7 jaar   | <14,00   | >17,75   | >20,51   |
| 8 jaar   | <14,16   | >18,35   | >21,57   |
| 9 jaar   | <14,42   | >19,07   | >22,81   |
| 10 jaar  | <14,78   | >19,86   | >24,11   |
| 11 jaar  | <15,25   | >20,74   | >25,42   |
| 12 jaar  | <15,83   | >21,68   | >26,67   |
| 13 jaar  | <16,43   | >22,58   | >27,76   |
| 14 jaar  | <17,01   | >23,34   | >28,57   |
| 15 jaar  | <17,52   | >23,94   | >29,11   |
| 16 jaar  | <17,95   | >24,37   | >29,43   |
| ≥17 jaar | <18      | >25      | >30      |

| Jongens  | Te licht | Te zwaar | Obesitas |
| -------- | -------- | -------- | -------- |
| 6 jaar   | <14,03   | >17,55   | >19,78   |
| 7 jaar   | <14,06   | >17,92   | >20,63   |
| 8 jaar   | <14,20   | >18,44   | >21,60   |
| 9 jaar   | <14,41   | >19,10   | >22,77   |
| 10 jaar  | <14,69   | >19,84   | >24,00   |
| 11 jaar  | <15,03   | >20,55   | >25,10   |
| 12 jaar  | <15,47   | >21,22   | >26,02   |
| 13 jaar  | <15,98   | >21,91   | >26,84   |
| 14 jaar  | <16,54   | >22,62   | >27,63   |
| 15 jaar  | <17,13   | >23,29   | >28,30   |
| 16 jaar  | <17,70   | >23,90   | >28,88   |
| ≥17 jaar | <18      | >25      | >30      |

Voor mensen van 70 jaar en ouder geldt een BMI van minder dan 22 al als ondergewicht. Op deze leeftijd lopen mensen onder deze BMI namelijk risoco op ondervoeding.